# Anna and the King
Anna and the King (bra: Anna e o Rei; prt: Ana e o Rei) é um filme estadunidense de 1999, do gênero drama romântico, dirigido por Andy Tennant, a partir de um roteiro escrito por Steve Meerson e Peter Krikes. Vagamente baseado no romance de 1944, Anna and the King of Siam, que relata de forma fictícia os diários de Anna Leonowens, é estrelado por Jodie Foster e Chow Yun-fat nos papéis titulares.
A história diz respeito a Anna Leonowens, uma professora de escola inglesa no Sião, no final do século XIX, que se torna professora dos muitos filhos e esposas do rei Mongkut. Foi principalmente filmado na Malásia, particularmente na região de Penang, Ipoh e Langkawi. Em uma situação de anacronismo, esta história ocorre durante o período da Guerra Civil Americana (1861-1865); no entanto, as crianças cantaram a canção "Daisy, Daisy", que foi publicada em 1892.
Anna and the King foi lançado nos Estados Unidos em 17 de dezembro de 1999 pela 20th Century Fox. O filme foi objeto de controvérsia quando o governo tailandês julgou que era historicamente impreciso e ofensivo à família real tailandesa e proibiu sua distribuição no país. Depois de revisar o roteiro, mesmo depois que mudanças foram feitas para tentar satisfazê-lo, o governo tailandês não permitiu que os cineastas filmassem na Tailândia. As autoridades tailandesas não permitiram que o filme fosse distribuído na Tailândia devido a cenas que eles interpretaram como uma descrição desrespeitosa e historicamente imprecisa do rei Mongkut. As restrições feitas pela censura local dizem respeito a como o rei é retratado por Anna como um oriental ignorante apaixonado pelas virtudes e tecnologia do Ocidente em detrimento da tradição tailandesa. Também consideram preconceituosa a apresentação da relação do monarca com suas diversas concubinas e sua posição autoritária quanto aos serviçais. Tony Dabbs, escrevendo um artigo de opinião para o jornal tailandês The Nation, criticou a proibição do filme.
Com um orçamento de 92 milhões de dólares, o filme arrecadou 114 milhões de dólares, fazendo do filme um sucesso financeiro. Recebeu duas indicações no Oscar 2000: melhor direção de arte e melhor figurino. Ele recebeu críticas mistas de críticos que elogiaram os valores de produção, figurino e trilha sonora, mas criticaram seu roteiro e duração. No Rotten Tomatoes, ele tem uma classificação de 51%, com base em 98 avaliações, com o consenso afirmando que "a bela cinematografia não pode impedir Anna and the King de ser chato e excessivamente longo".

## Sinopse
Em 1860, a inglesa Anna Leonowens, que está viúva, viaja até o Sião para ser responsável pelos 58 filhos do rei Mongkut.

## Elenco
- Jodie Foster como Anna Leonowens
- Chow Yun-Fat como Rei Mongkut
- Bai Ling como Tuptim

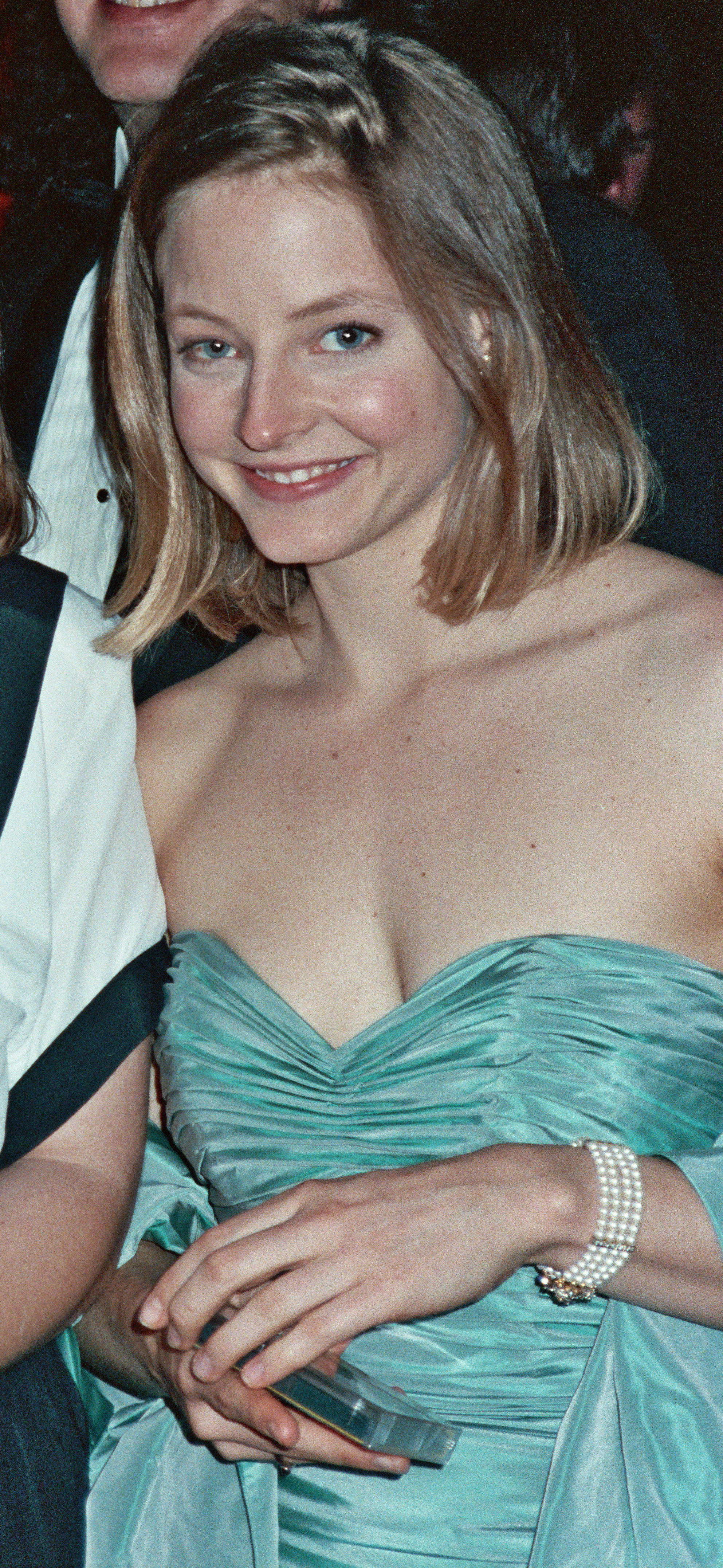
Jodie Foster, em foto de 1989

- Tom Felton como Louis T. Leonowens
- Randall Duk Kim como General Alak
- Kay Siu Lim como Príncipe Chaofa, irmão do Rei Mongkut
- Melissa Campbell como Princesa Fa-Ying
- Deanna Yusoff como Rainha Thiang
- Geoffrey Palmer como Lord John Bradley
- Ann Firbank como Lady Bradley
- Bill Stewart como Mycroft Kincaid, East India Trading Co.
- Sean Ghazi como Khun Phra Balat
- Syed Alwi como Kralahome, primeiro ministro
- Ramli Hassan como Rei Chulalongkorn
- Keith Chin como príncipe Chulalongkorn
- Alif Silpachai como irmão de Chulalongkorn
- Kenneth Tsang como juiz Phya Phrom
- Shantini Venugopal como babá
- Goh Yi Wai como filha de Mongkut
- Harith Iskander como Nikorn

## Principais prêmios e indicações
Oscar 2000 (EUA)
- Indicado nas categorias de Melhor Figurino e Melhor Direção de Arte.

Globo de Ouro 2000 (EUA)
- Indicado nas categorias de Melhor Trilha Sonora Original e Melhor Canção (How Can I Not Love You).

Satellite Awards 2000 (EUA)
- Indicado nas categorias de Melhor Direção de Arte, Melhor Fotografia e Melhor Figurino.